# Роберт Фіцо
Ро́берт Фі́цо (словац. Robert Fico; нар. 15 вересня 1964, Топольчани, Чехословаччина) — словацький проросійський політик, популіст, член Словацької національної ради ЧСФР, згодом Національної ради Словаччини 9 скликань (з 1992). Чотириразовий Прем'єр-міністр Словаччини (2006-2010, 2012-2016, 2016-2018 та з 2023). Був членом Комуністичної партії Чехословаччини (1986-1989) та Комуністичної партії Словаччини (1990-1999), пізніше перейменованої у Партію демократичних лівих. Засновник та голова лівоцентристської політичної партії «Курс» (з 1999), яка після об'єднання лівими партіями, що втратили електоральні преференції (ПДЛ, СДА, СДПС), перейменована у «Курс — соціальна демократія» (з 2005). Зазнавав критики за автократичний стиль управління та захист інтересів Росії в Європейському Союзі.
Вперше обраний депутатом Національної Ради Словаччини у 1992 році від SDĽ, у 1994-2005 рр. працював у Парламентській асамблеї Ради Європи. Після перемоги його партії «Курс — соціальна демократія» на парламентських виборах 2006 року він утворив коаліцію з Рухом за демократичну Словаччину Мечіара та Словацькою національною партією Слота і став Прем'єр-міністром. У наступний період 2010-2012 він працював в опозиції, а після парламентських виборів 2012 року, на яких партія «Курс — соціальна демократія» набрала 44,41 % дійсних голосів, сформував одноколірний уряд. У 2014 році він невдало балотувався на президентських виборах, де зазнав поразки у 2 турі від незалежного кандидата Андрея Кіски, який набрав 59,38 % дійсних голосів.
15 березня 2018 року, на хвилі політичної кризи після вбивства Яна Куцяка, Фіцо подав заяву про відставку президенту Андрею Кісці, який потім офіційно доручив віце-прем'єр-міністру Петеру Пеллегріні сформувати новий уряд.
Партія Фіцо «Курс — соціальна демократія» набрала найбільше голосів на парламентських виборах 2023 року з 22,95 % голосів і отримала 42 місця.
15 травня 2024 року відбувся замах на життя внаслідок чого Фіцо госпіталізували з кульовими пораненнями.

## Раннє життя
Роберт Фіцо народився 15 вересня 1964 року в Топольчанах на південному заході Нітранського краю як другий син у родині Людовита Фіцо, який працював оператором навантажувача на виробництві, та Емілії Фіцової, яка працювала продавцем взуття. Він також жив зі своєю родиною в селі Грушовані до шестирічного віку, потім вони переїхали до Топольчан.

### Освіта
Фіцо описав свої дитячі амбіції як бажання стати політиком, спортивним репортером або археологом. Після закінчення початкової школи він вступив до місцевої гімназії Топольчан, яку закінчив влітку 1982 року. Пізніше того ж року він вступив до юридичного факультету Університету Коменського в Братиславі, у тодішній Чехословаччині. За словами його однокурсників, він належав до шанувальників філософії марксизму-ленінізму та Радянського Союзу. Фіцо став членом Комуністичної партії 14 квітня 1986 року ще в університеті.
Отримав диплом доктора юриспруденції у 1986 році за спеціальністю «Кримінальне право».
Після навчання пройшов базову військову службу (1986-1987) у чеському місті Яновіце помічником військового слідчого. У 1987-1988 рр. склав судові іспити та здобув судову практику у зв'язку з професійною кваліфікацією для виконання функції судді. Згодом закінчив аспірантуру в галузі кримінального права в Інституті держави і права Словацької академії наук (1988–1992), де після захисту кандидатської дисертації «Смертна кара в кримінальному праві Чехословаччини» отримав звання кандидата наук. У 2001 році отримав звання доцента Академії поліції за напрямом підготовки «Служби безпеки», захистивши дипломну роботу на тему «Необхідна оборона».

## Початок кар'єри (1992—2006)
Фіцо приєднався до Комуністичної партії Чехословаччини в 1986 році, подавши заяву в 1984 році. Після Оксамитової революції 1989 року та падіння комуністичного режиму в Чехословаччині Фіцо приєднався до Партії демократичних лівих (SDĽ), наступниці Комуністичної партії Словаччини. Вперше він був обраний членом парламенту в 1992 році. З 1994 по 2000 рік Фіцо представляв Словаччину як юридичний радник у Європейському суді з прав людини, але програв усі 14 справ, які він розглядав. У 1998 році обраний заступником голови партії. Пізніше того ж року Фіцо балотувався на посаду генерального прокурора, але його партія підтримала іншого кандидата, стверджуючи, що Фіцо занадто молодий.
На виборах 1998 року, коли впав уряд Владимира Мечіара, Фіцо отримав найбільшу кількість преференційних голосів серед своїх однопартійців. Через рік, коли підтримка SDĽ впала нижче порогу, необхідного для проходження до парламенту, він покинув партію, заявивши, що розчарований тим, як працював уряд. Фіцо діяв як незалежний депутат до виборів 2002 року.
Ще восени 1998 року група з чотирьох осіб у складі Фіцо, його соратника Франтішека Гатара, політичного стратега Федора Флашика та керівника ЗМІ Моніки Флашікової-Беньової почала обговорювати та складати плани щодо створення нової політичної партії лівого напрямку. Ці плани були обумовлені падінням популярності існуючих партій і зростанням популярності Фіцо.
Майже відразу після виходу з SDĽ група заснувала партію «Курс» (SMER), яку Фіцо вперше назвав партією третього шляху, лідером якої він став сам. Фіцо зарекомендував себе як опозиційний політик, критикуючи непопулярні реформи правого уряду Мікулаша Дзурінди. Для того, щоб SMER не повторила долю своєї попередньої партії, Фіцо ввів суворий набір правил для своєї нової партії, який називається політикою «чистих рук». Правила передбачали, що нікому, хто має зв'язки з попереднім комуністичним режимом, або особам, які мали досвід роботи в інших політичних партіях, не дозволяється обіймати партійні посади. Це створило нове покоління політиків, не причетних до попередніх корупційних скандалів; серед них були Моніка Флашикова-Беньова, Роберт Калиняк і Павол Пашка. Інше правило полягало в тому, що всі партійні відділення на регіональному та місцевому рівнях мали бути на 100 % фінансово самодостатніми, а всі фінансові пожертви мали бути оприлюдненими для ЗМІ.
Між 2002 і 2006 роками партія Smer була головною опозиційною партією в словацькому парламенті. У 2004 році вона об'єдналася майже з усіма лівими партіями, які діяли на словацькій політичній сцені, включаючи свою материнську партію SDĽ, ставши єдиною домінуючою політичною партією в Словаччині. Після цього партія отримала свою остаточну назву, яка діє і дотепер — «Курс — соціальна демократія» (Smer-SD).

## Перше прем'єрство (2006—2010)

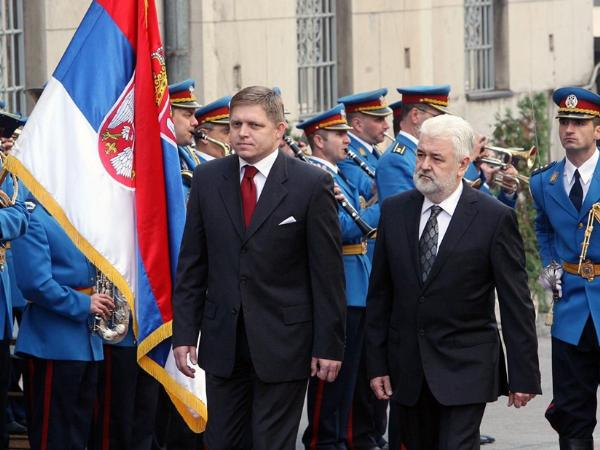
Фіцо з прем’єр-міністром Сербії Мірко Цветковичем, жовтень 2008 року

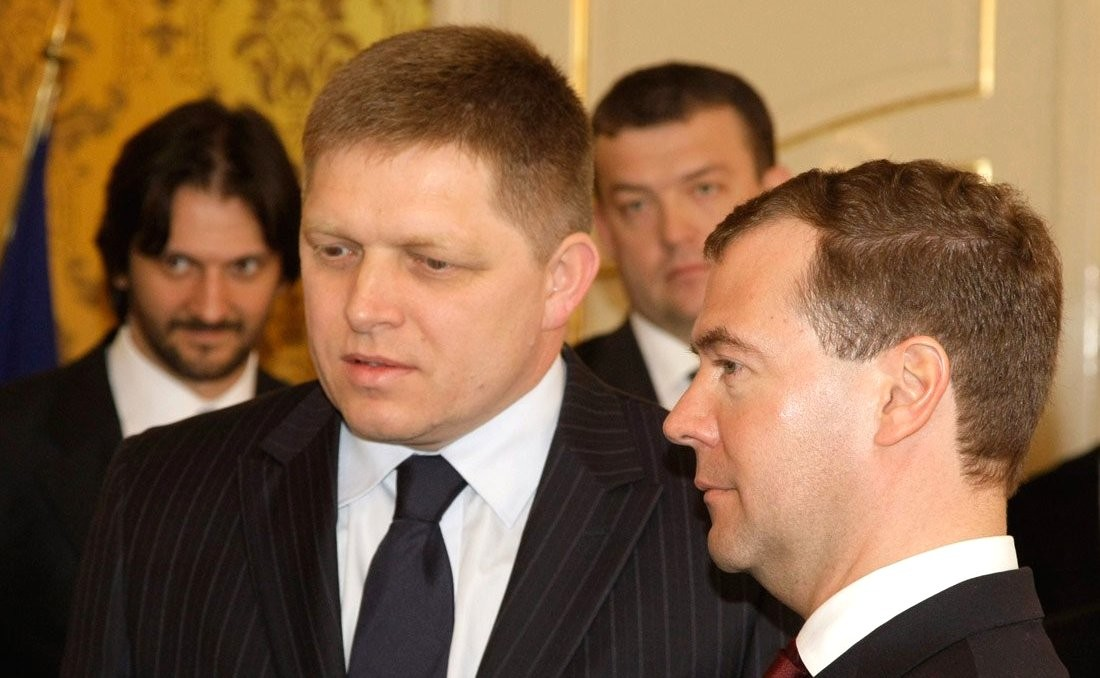
Фіцо з президентом Росії Дмитром Медведєвим 7 квітня 2010 року

На виборах 2006 року SMER переміг з 29,1 % голосів. Перемога на виборах відбулася після кампанії, спрямованої на скасування вкрай непопулярних реформ жорсткої економії в секторах охорони здоров'я та освіти, реформ, які проштовхнули тодішні міністри Рудольф Заяц і Мартін Фронк. Згодом вони сформували коаліційний уряд із Народною партією Владимира Мечіара — Рух за демократичну Словаччину (HZDS) і Словацькою національною партією (SNS) Яна Слоти. SNS — правопопулістська партія, відома своїми антиромськими та антиугорськими коментарями, зокрема п'яний публічний виступ Яна Слоти, в якому він погрожував «сісти в танки і зрівняти Будапешт із землею».
Одна з реакцій на коаліцію надійшла від загальноєвропейської Партії європейських соціалістів (PES), яка призупинила заявку SMER на вступ до PES. Однак наприкінці лютого 2008 року Асамблея PES умовно відновила заявку після того, як SMER і SNS підписали листа, зобов'язавшись поважати права меншин.
Фіцо ніколи публічно не засуджував зауваження та виступи SNS, а відносини на урядовому рівні між Словаччиною та Угорщиною погіршилися під час його першого терміну правління. Кілька зустрічей прем'єр-міністрів двох країн були раптово скасовані, а ті небагато, що відбулися, не призвели до покращення відносин.
10 квітня 2007 року заступник директора Словацького земельного фонду та кандидат HZDS Браніслав Бріза підписав договір, на підставі якого реститутори зі східної Словаччини стали власниками прибуткової землі в татранському селі Великий Славков. Потім ці рестритутори швидко продали землю компанії GVM за 13 мільйонів словацьких крон (словацької валюти до євро). Фігурантом компанії був друг Мечіара Мілан Баліш. Бріза зробив це, поки його бос Хідегіті був у відпустці. 10 квітня було останнім днем, коли Бріза мав повну владу діяти від імені свого боса за його відсутності. Це був сьомий підозрілий контракт, який він підписав на той момент. Такі практики раніше критикувалися Фіцо, оскільки вони були поширеними під час перебування на посаді його партнера по коаліції, лідера HZDS Мечіара. Цей скандал ледь не призвів до розпаду коаліції. Це призвело до того, що міністр сільського господарства HZDS Мирослав Юренья пішов у відставку. Фіцо вимагав від Брізи піти у відставку. Орієнтовна шкода державі склала півмільярда словацьких крон. Суд відбувся 8 вересня 2015 року, коли Бріза визнали винною та засудили до 2 років умовно.
У травні 2008 року опозиційна партія Словацький демократичний і християнський союз (SDKÚ) заявила, що ліквідаційний баланс у розмірі 650 мільйонів крон державного акціонерного товариства Veriteľ, який у минулому виплатив борг сектору охорони здоров'я, був використаний не за призначенням. Віце-голова SDKÚ Іван Міклош, посилаючись на інформацію Trend, також звернув увагу на те, що люди та компанії, наближені до спікера парламенту Павла Пашка, вели бізнес за завищеними цінами. Опозиція відреагувала звинуваченнями на звіт Мінфіну про діяльність Veriteľ, згідно з яким Veriteľ міг діяти в корумпованому середовищі. Парламент переніс обговорення цього питання.
У серпні 2008 року уряд визначив, які соціальні підприємства отримають мільйони крон із єврофондів, які отримувала Словаччина. Виявилося, що 4 з них були під контролем друга одного з нардепів Smer-SD. Юрай Томка (друг) заперечував, що на той момент він більше мав будь-який зв'язок із бізнесом. Міністр праці також заперечив будь-які звинувачення в клієнтелізмі.

## Парламентська діяльність (2010—2012)

### Лідер опозиції (2010—2012)
Перед виборами 2010 року партія Фіцо мала відносно сильні позиції згідно з кількома опитуваннями. Проте безпосередньо перед виборами розгорівся політичний скандал, який називають одним із найсерйозніших за 17-річну історію країни. З'явився запис голосу, на якому голос, дуже схожий на голос Фіцо, стверджує, що він зібрав кілька мільйонів євро незадекларованих коштів для виборів 2002 року, а також закликає до створення «паралельної фінансової структури» для фінансування виборчої кампанії SMER. Словацькі ЗМІ, такі як SME, дуже докладно розповіли про запис; однак Фіцо відкинув це як підробку. 
Фіцо також напав на ЗМІ, які оприлюднили інформацію про запис, сказавши: «Я повинен піти туди і ударити вас, тому що ви негідники? Те, що ви робите, нечувано. Ви мастурбуєте на прем'єр-міністра кожен день». Щодо цього Фіцо був допитаний з цього приводу, писали SME. Колишній міністр юстиції Даніель Ліпшич сказав пресі, що «передав запис до офісу генерального прокурора». На виборах Smer-SD Фіцо залишилася найбільшою партією в парламенті з 62 місцями. Однак його партнери по коаліції були знищені, а HZDS не набрала голосів. Не знайшовши партнера, готового надати йому 14 місць, необхідних йому, щоб залишитися на посаді, Фіцо подав у відставку. Він сказав, що «поважає результат виборів» і висловив бажання очолити опозицію після поразки.

## Друге прем'єрство (2012—2016)

### Парламентські вибори 2012 року
Після падіння правоцентристського коаліційного уряду, який замінив його, партія Smer-SD Фіцо повернулася до влади, ставши першою партією після розпаду Чехословаччини, яка отримала абсолютну більшість місць. Фіцо спочатку намагався сформувати уряд національної єдності з SDKU або Християнським демократичних рухом (KDH), але коли це не вдалося, він сформував перший однопартійний уряд у Словаччині з 1993 року.

### Кандидат у президенти 2014 року
18 грудня 2013 року Фіцо офіційно оголосив про свою кандидатуру на майбутніх президентських виборах у 2014 році. «Я розумію свою кандидатуру як послугу Словаччині», — сказав Фіцо 18 грудня. Він стверджував, що не бачить свою кандидатуру як пригоду, втечу чи спробу завершити свою політичну кар'єру. Його кампанія проходила під гаслом «Готові до Словаччини». 9 січня 2014 року парламент Словаччини під керівництвом спікера Павола Пашка офіційно затвердив кандидатури Фіцо та 14 інших кандидатів.
Однак Фіцо зазнав поразки від незалежного кандидата Андрея Кіски, чия підтримка правого крила словацької політики привела його до перемоги з великим відривом (приблизно 59 %–41 %) у другому турі голосування 29 березня 2014 року.

## Третє прем'єрство (2016—2018)

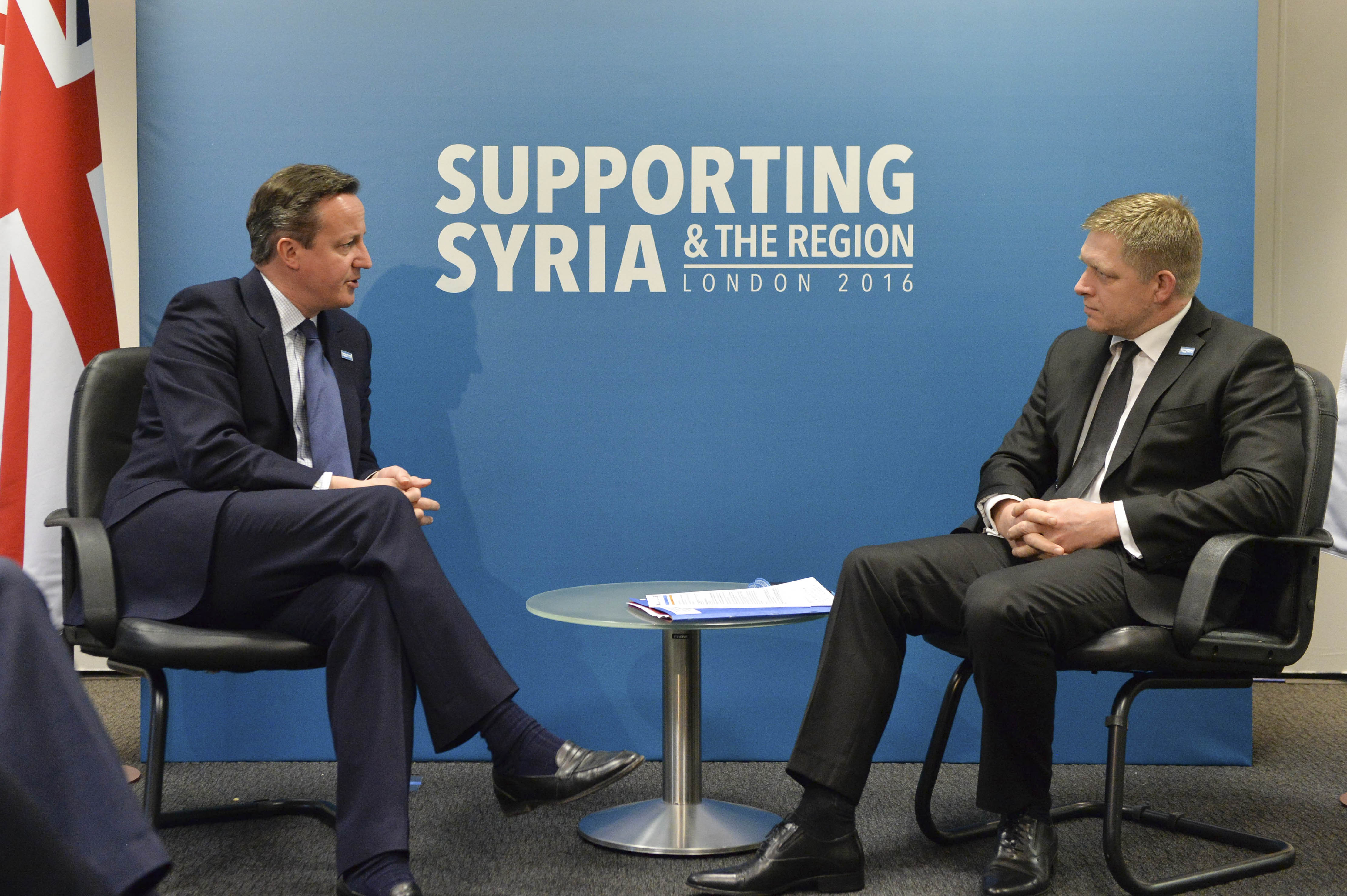
Фіцо з прем'єр-міністром Великої Британії Девідом Кемероном 4 лютого 2016 року

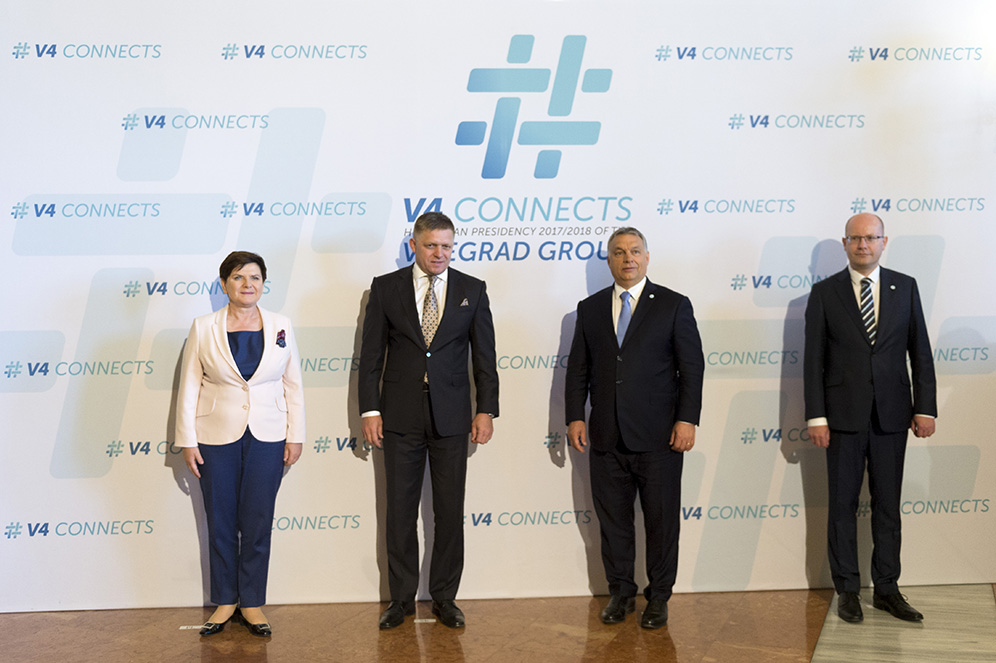
Фіцо на зустрічі з угорським прем'єр-міністром Віктором Орбаном, польським прем'єр-міністром Беата Шидло і чеським прем'єр-міністром Богуславом Соботка у Будапешті, Угорщина, 4 липня 2017 рік

### Відставка

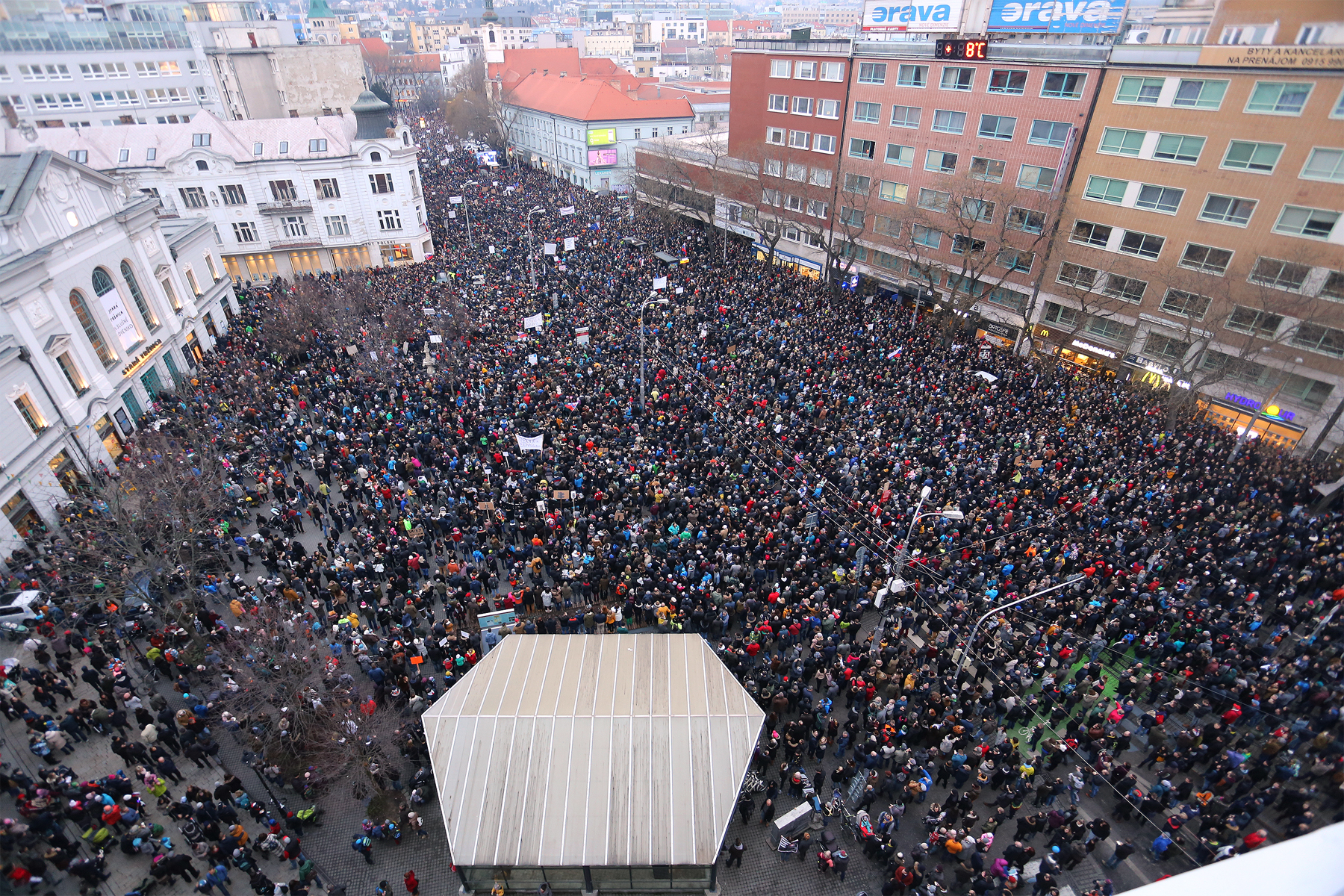
Один із протестів у Братиславі, який призвів до відставки Фіцо та його уряду, березень 2018 року

14 березня 2018 року Фіцо заявив, що готовий піти у відставку з посади прем'єр-міністра, щоб уникнути дострокових виборів, а також «вирішити політичну кризу», пов'язану з убивством журналіста-розслідувача Яна Куцяка. Куцяк досліджував роботу італійської мафії «Ндрангета» у Словаччині. За даними поліції, Марія Трошкова, яка є помічницею Роберта Фіцо, могла мати зв'язки з Ндрангетою. Про це Фіцо заявив після зустрічі з президентом Кіскою. На цій зустрічі Фіцо виклав низку конкретних умов, які повинен виконати президент, щоб він пішов у відставку. Ці умови були серед інших; що результати парламентських виборів у Словаччині 2016 року будуть поважатися, що нинішня правляча урядова коаліція має зберегтися, і, нарешті, щоб Smer-SD, як найбільша партія в парламенті, призначила наступного прем'єр-міністра. Фіцо заявив, що вже має на увазі кандидата; словацькі ЗМІ широко повідомляли, що наступним прем'єр-міністром стане віце-прем'єр Петер Пеллегріні. 15 березня президент Кіска офіційно прийняв відставку прем'єр-міністра Фіцо та його кабінету, і таким чином доручив Пеллегріні сформувати новий уряд.

## Парламентська діяльність (2016—2020)
Партія Фіцо виграла парламентські вибори 2016 року, отримавши більшість місць, але не змогла отримати більшість. 7 березня 2016 року президент Словаччини Андрей Кіска запросив кожну обрану партію, за винятком партії Котлеби — Народної партії «Наша Словаччина», на післявиборчі переговори. Фіцо отримав від президента першу можливість сформувати стабільну коаліцію. 17 березня Фіцо повідомив президента Андрея Кіску, що він сформує урядову коаліцію з чотирьох партій, включаючи Smer–SD, Словацьку національну партію, «Міст» (Most–Híd) і «Мережа», які разом займали 85 із 150 місць.

## Парламентська діяльність (2020—2023)
На парламентських виборах 29 лютого 2020 року обраний до Національної ради Словаччини 8-го скликання за виборчим партійним списком «Курс — соціальна демократія». Не входив до складу комітетів.

## Четверте прем'єрство (2023—дотепер)
19 січня 2025 року 264 психіатра та психолога підписали відкритого листа до Роберта Фіцо, у якому висловили своє занепокоєння його поведінкою й публічними заявами, та закликали його піти у відставку. Це другий випадок в історії Словаччини, 12 травня 1998 року психіатри й психологи зверталися до Владимира Мечіара через його автократію.

## Внутрішня політика
Значна частина перемоги Фіцо на виборах у 2006 році пояснюється його гучною критикою економічних, податкових, соціальних, пенсійних і законодавчих реформ попереднього правого уряду. Такі міжнародні організації, як Міжнародний валютний фонд, Світовий банк чи ОЕСР, загалом сприймали реформи як дуже позитивні та успішні. Проте реформи негативно вплинули на значні верстви населення, особливо на малооплачуваних, безробітних, а також отримувачів соціальної та іншої соціальної допомоги. Перебуваючи в опозиції та більш голоснішим під час виборчої кампанії, Фіцо пообіцяв скасувати більшість цих реформ. Однак після вступу на посаду Фіцо застосував більш обережний підхід, оскільки він хотів переконатися, що Словаччина зможе виконати Маастрихтські критерії, необхідні для прийняття євро. Дані критерії були виконані, 1 січня 2009 року Словаччина прийняла євро.

### Трудова політика
Серед реформ, які запровадив Фіцо, кілька встановлених стандартів щодо того, скільки разів співробітники можуть бути тимчасовими працівниками замість того, щоб отримувати постійні контракти. Згідно із законодавством уряду Мікулаша Дзурінди, роботодавець міг залишити нових співробітників тимчасовими та створити дворівневу робочу силу, що багато хто й зробив. Політика Словаччини в галузі праці зараз загалом узгоджується з більшістю інших держав ЄС.
На початку свого другого терміну на посаді прем'єр-міністра в 2012 році Фіцо запровадив новий «Трудовий кодекс», який надавав право на попередження про звільнення, а також на вихідну допомогу, скорочення понаднормової роботи, що зробило звільнення дорожчими для роботодавців, коротший тимчасовий трудовий контракт та більше повноважень для профспілок. Крім того, він стримав «ланцюжок» строкових трудових договорів, відповідно до якого наразі можна продовжувати строковий трудовий договір тричі протягом трьох років. Кодекс було переглянуто в 2014 році, коли він запровадив суворі обмеження роботи за контрактом, яка виконується поза штатною роботою. Згідно з останньою редакцією, роботодавці зможуть укладати контракти з працівниками лише на 12 місяців.
У 2010 році Фіцо зіткнувся з широкомасштабними протестами та блокуванням великих міст далекобійниками, розгніваними через те, що вони вважали погано запровадженим збором за проїзд на магістралях. Далекобійники вимагали знизити ціни на паливо, щоб компенсувати дорожні збори. Спочатку Фіцо відмовився говорити з представниками далекобійників, заявивши, що його не будуть «шантажувати», але через кілька днів капітулював. Скорочення, надані далекобійникам, становили близько 100 000 000 євро.

### Фінанси
Однією з небагатьох модифікацій, які впровадив уряд Фіцо, була незначна модифікація незвичайної системи єдиного оподаткування, запровадженої попереднім урядом, таким чином, що дещо зменшилася або була викорінена неоподатковувана частину доходу для тих, хто отримує більший дохід. Нижчий податок на додану вартість було накладено на ліки та книги, хоча, незважаючи на свої передвиборчі обіцянки, Фіцо не зміг поширити цей податок на більш широку групу товарів, таких як бакалія. Серед заходів були суперечливі законодавчі зміни, які фактично заборонили приватним медичним страховим компаніям отримувати прибуток. У результаті на Словаччину через міжнародні арбітражі подали позов декілька іноземних акціонерів місцевих медичних страхових компаній. У 2007 році Фіцо безуспішно намагався регулювати роздрібні ціни на продукти харчування, що було безпрецедентною спробою в загалом вільному ринку Європейського Союзу.
У серпні 2008 року Фіцо погрожував іноземним акціонерам місцевого газорозподільчого підприємства SPP, французькій Gaz de France і німецькій E.ON, націоналізацією та конфіскацією їхніх акцій у суперечці щодо роздрібних цін на газ.

## Зовнішня політика

### Європейський Союз
У зовнішніх відносинах з Європою уряд Фіцо зіткнувся з суперечностями через свою приналежність до міжнародно ізольованих партій Владимира Мечіара та Яна Слоти. Однак під його керівництвом Словаччина увійшла до Європейського Союзу в 2004 році, і сам Фіцо у своїй промові в Оксфордському союзі похвалив вступ Словаччини до Європейського Союзу як «історію успіху». Фіцо виступив проти одностороннього проголошення Косово незалежності від Сербії, яке він назвав «головною помилкою», в результаті чого Словаччина не визнала Косово як суверенну державу. Жоден із трьох урядів Фіцо не визнав Косово, і після цього він продовжив перебувати в опозиції щодо визнання.
Відповідаючи на події Євромайдану в Україні 2013 року, Фіцо заявив, що «ЄС не є релігійним зобов'язанням», а також що ЄС «настільки закоханий у себе», що переконаний, що у світі немає кращої альтернативи. Згодом він засудив застосування насильства, але заявив, що протести є внутрішньою справою України.
Коментуючи Brexit у листопаді 2016 року, він заявив, що незрозуміло, чого хоче Сполучене Королівство, додавши, що воно «може постраждати» більше, ніж 27 країн, які залишаться в блоці. Він також заявив, що Великій Британії не буде дозволено робити працівників ЄС «громадянами другого сорту», водночас отримуючи переваги єдиного ринку. У світлі обрання Дональда Трампа він прокоментував, що це може підштовхнути Європу посилити свою армію.
У серпні 2017 року Фіцо сказав: «Основи моєї політики полягають у наближенні до ядра (ЄС), близькості до Франції, Німеччини. Я дуже зацікавлений у регіональній співпраці в рамках Вишеградської четвірки, але життєво важливим інтересом Словаччини є ЄС.»
У 2022 і 2023 роках Фіцо був гучним критиком Комісії фон дер Ляєн та її зовнішньої та військової політики щодо російського вторгнення в Україну. Він також висловив незгоду з Комісією в питаннях імміграції. Водночас він продовжив аплодувати та підтримувати колишнього кандидата в президенти від своєї партії та єврокомісара Мароша Шефчовича.

### Імміграція та іслам
Фіцо відкинув план Єврокомісії щодо розподілу біженців та економічних мігрантів з Близького Сходу та Африки між країнами-членами ЄС, сказавши: «Поки я буду прем'єр-міністром, обов'язкові квоти не будуть запроваджені на території Словаччини». Пізніше він намагався пов'язати біженців і мусульман з тероризмом, стверджуючи, що «тисячі терористів і бойовиків „Ісламської держави“ в'їжджають до Європи з мігрантами» і заявляючи, що «Ми стежимо за кожним мусульманином у Словаччині». У травні 2016 року він заявив, що Словаччина не прийме в країну «жодного мусульманського» мігранта, за кілька тижнів до того, як країна повинна була взяти на себе головування в ЄС. Далі він заявив: «Коли я зараз скажу щось, можливо, це здасться дивним, але вибачте, ісламу не місце в Словаччині. Я вважаю, що обов'язок політиків говорити про ці речі дуже чітко та відкрито. Я не хотів би, щоб це були десятки тисяч мусульман».
30 листопада 2016 року парламент Словаччини під керівництвом уряду Фіцо ухвалив законопроект, який вимагає від усіх релігійних рухів і організацій мати щонайменше 50 000 підтверджених практикуючих членів, щоб стати визнаними державою, піднявши це число з 20 000.

### Росія
Компенсуючи відсутність близьких політичних союзників у ЄС (помітним винятком є колишній голова чеської партії «Соціал-демократія» Іржи Пароубек), Фіцо прагнув зміцнити відносини з кількома країнами, що не входять до ЄС, такими як Сербія та Росія. Це порушило пронатовську, орієнтовану на Захід тенденцію, встановлену після виборів у Словаччині 1998 року.
Після приходу до влади у 2006 році Фіцо заявив, що відносини Словаччини з Росією покращаться після восьми років «нехтування». Фіцо посилався на «слов'янську солідарність», яка була центральною темою словацького національного пробудження в 1850-х роках. 4 квітня 2008 року під час візиту прем'єр-міністра Росії Віктора Зубкова Фіцо сказав: «У Словаччині були спроби навмисно ігнорувати слов'янську солідарність». Словаччина модернізувала російські винищувачі МіГ-29 в Росії і не купувала нові літаки на Заході. Крім того, Фіцо звинуватив Грузію в провокації Росії під час нападу на Південну Осетію під час російсько-грузинської війни 2008 року. Під час його прем'єрства МЗС Словаччини відхилило кримський референдум, який мав на меті узаконити окупацію Криму Росією. Сам Фіцо не коментував це питання. 2023 року Фіцо повторив позицію, що анексія Криму була здійснена з порушенням міжнародного права. Водночас він заявив, що повернення Криму українцям не вирішить питання російсько-української війни. Стосовно санкцій ЄС проти Росії в 2014 році Фіцо засудив їх як «безглузді» та «загрозу для словацької економіки». Він засудив російське вторгнення в Україну в лютому 2022 року, але також критично ставився до європейських санкцій проти Росії, стверджуючи, що санкції покращують російську автаркію, практично завдають шкоди російському населенню, а не режиму, і що вони шкодять європейським людям.
29 серпня 2022 року під час святкування Словацького національного повстання Фіцо запросив виступити на сцені російського дипломата Ігоря Братчикова. Це було зроблено попри те, що Росія внесла Словаччину до списку недружніх країн під час російського вторгнення в Україну.

### Угорщина
Напруга між Словаччиною та Угорщиною, нестабільна з минулого, розпалилася в 2006 році після парламентських виборів і рішення Фіцо включити націоналіста Яна Слоту та його Словацьку національну партію до своєї урядової коаліції. Слота був відомий своєю гострою антиугорською риторикою, включно з тим, що «угорці — це пухлина словацької нації, яку потрібно негайно видалити». Після виборів відбулося кілька інцидентів, які ще більше розпалили націоналістичні настрої з обох сторін, включаючи нібито побиття угорської жінки в Південній Словаччині. Фіцо відреагував, засудивши екстремізм, але дорікнув уряду Угорщини, заявивши: «Уряд Словаччини не потрібно закликати до страйку проти екстремізму». Суперечка знову загострилася у вересні 2007 року, коли уряд Фіцо запровадив закон, який робить укази Бенеша непорушними. Це стало відповіддю на вимоги етнічних угорських політиків щодо виплати компенсацій особам, які постраждали від указів.
У травні 2008 року Фіцо назвав Угорщину потенційною загрозою під час виступу на честь 161-ї річниці дня, коли словаки вимагали національної рівності з іншими націями в Австро-Угорщині. Фіцо використав річницю, щоб відкрито розкритикувати політичну ситуацію в Угорщині та попередити про вплив, який вона може мати на Словаччину. Особливо він застеріг проти угорського правого політика Віктора Орбана та його партії Фідес, яку він назвав «крайньонаціоналістичною партією». З того часу, однак, відносини між двома країнами трохи покращилися.

### Україна
У відповідь на російське вторгнення в Україну Фіцо виступив проти постачання зброї та боєприпасів через територію Словаччини. Він також виступав проти членства України в НАТО і стверджував, що вступ України до Європейського Союзу до 2025 року є нереалістичним сценарієм.
Фіцо сказав, що надсилання все більшої кількості зброї в Україну лише заохочує нові вбивства та нескінченну війну, і натомість слід докласти зусиль для досягнення припинення вогню та підштовхнути Росію та Україну до мирних переговорів. У вересні 2023 року він заявив в інтерв'ю: «Чому б нам не змусити ворогуючі сторони, використати вагу ЄС і США, щоб змусити їх сісти і знайти якийсь компроміс, який би гарантував безпеку для України?». Він високо оцінив мирні плани припинення війни, висунуті Ватиканом, Бразилією та Китаєм. Фіцо заявив, що Словаччина продовжуватиме гуманітарну допомогу Україні, а його уряд зробить усе можливе для початку мирних переговорів.
Фіцо заявив, що український батальйон «Азов» був «явно фашистським полком». Під час мітингу 30 вересня 2023 року Фіцо заявив, що війна на Донбасі почалася в 2014 році, коли «українські нацисти і фашисти почали вбивати російське населення Донбасу».

26 жовтня 2023 року прем’єр-міністр Словаччини Роберт Фіцо підтвердив, що не буде підтримувати військову допомогу Україні, як і казав під час виборчої кампанії. Прем’єр додав також, що, на його думку, на цьому етапі війни у Росії «більші територіальні здобутки, ніж в України».
«Нехай краще 10 років ведуть переговори про мир, ніж 10 років вбивають одне одного без жодного результату», – сказав він.
10 січня 2024 року зауважив, що від початку війни Росії в Україні він відкидав чорно-біле бачення і повторив тези російської пропаганди про «утиски російськомовних», які нібито призвели до бойових дій у 2014 році, та нібито що США мають тотальний вплив на Київ. «Росія відреагувала на безпекову ситуацію і тиск України щодо вступу до НАТО, порушивши міжнародне право, застосувавши військову силу без міжнародного мандату. Великі країни часто так роблять», – зазначив Фіцо. У лютому 2024 року він знову повторив тези російської пропаганди, заявивши у відео на Facebook, що війна почалася в 2014 році з «розгулу українських неонацистів».
Словацький прем’єр-міністр Роберт Фіцо після зустрічі з угорським візаві Віктором Орбаном у Будапешті заявив, що підтримує його «законну» боротьбу проти змін до бюджету Європейського Союзу для виділення Україні 50 мільярдів євро допомоги.
21 лютого 2025 року Фіцо виправдав напад Росії на Україну та заявив, що Зеленському «потрібна війна».

#### Енергетичний шантаж

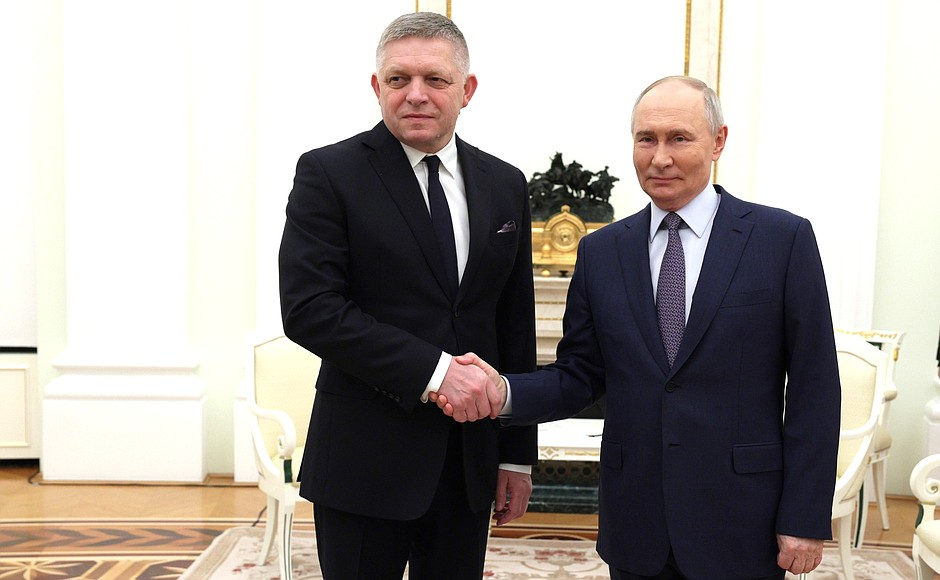
Фіцо тисне руку Путіну у Москві, 22 грудня 2024 року

22 грудня 2024 року відбувся візит Фіцо до Москви на зустріч з очільником Кремля Володимиром Путіним щодо збереження їх співпраці та впливу Росії на європейський ринок енергоресурсів. Після зустрічі прем'єр-міністр Словаччини публічно поскаржився на відмову України від можливості продовжувати ще на 10 років контракти про транзит російського природного газу через Україну, які уклали 31 грудня 2019 року терміном на 5 років Україна, Росія та Єврокомісія за участі представників ПАТ «Газпром», словацького оператора ГТС «Eustream» та новоствореного ТОВ «Оператор ГТС України» АТ «Магістральні газопроводи України» (відокремлена від «Нафтогазу» компанія), та які фактично діяли до 07:00 (UTC+2) 1 січня 2025 року. Пізніше політик вдався до відвертого енергетичного шантажу: погрожував припинити постачання електроенергії Україні та обмежити підтримку українських громадян на території Словаччини.
Візит Фіцо до Кремля, його співпраця з кривавим диктатором та проросійська політика викликали хвилю обурення як у Словаччині, де назвали його ганьбою для країни та зрадником національних інтересів, так і в Україні, де заявили, що Фіцо заради грошей за дорученням Путіна відкрив «другий енергетичний фронт» проти України.
Лідер опозиції Михал Шимечка нагадав, що Фіцо керував країною чотирнадцять років й мав достатньо часу, щоб забезпечити енергетичну незалежність від Росії та диверсифікувати постачання газу, однак він змарнував цей час.
За інформацією 5-го Президента України Петра Порошенка у 2024 році дохід Росії від продажу вуглеводнів країнам ЄС через магістральні трубопроводи України орієнтовно склав 13 млрд доларів США (5,5 млрд USD за природний газ та 7,5 млрд USD за нафту), що становить приблизно 10% військового бюджету Росії на 2025 рік.

### США
Противник одноразового запланованого будівництва протиракетних і радіолокаційних систем США на військових базах у сусідніх Чехії та Польщі, і одним із його перших кроків після вступу на посаду був військовий відхід з Іраку. Фіцо назвав війну в Іраку «несправедливою і неправильною» і сказав, що очолюване США вторгнення в Ірак у березні 2003 року «спричинило величезну напругу. Говорити про будь-яку демократію в Іраку — це фантазія». У листопаді 2013 року Фіцо відвідав президента США Барака Обаму у Вашингтоні, де говорилося про американо-словацьке партнерство, яке, за словами речника Фіцо, «базується на спільних демократичних цінностях і принципах», після чого він підтвердив стратегічне партнерство між двома країнами.
Фіцо та його партія SMER-SD були явними противниками словацько-американської угоди про оборонне співробітництво як невигідної для Словаччини, нападаючи на кабінет Едуарда Геґера, особливо на міністра оборони Ярослава Надя, а також на президента Зузану Чапутову, звинувачуючи останню в тому, що вона «американський слуга», щодо просування американських військово-політичних інтересів у Словаччині.

## Відносини зі ЗМІ
У 2022 році Фіцо неодноразово заявляв, що журналісти є «організованою злочинною групою з метою зламати словацьку державність», і закликав словацьку поліцію розслідувати їх. У листопаді 2021 року він назвав журналістів «корумпованою бандою свиней Сороса, для яких вода вже кипить». Він казав, що ЗМІ «одержимі» ним і його партією, вони хочуть «знищити» її і «ведуть проти неї джихад».
Під час своїх прес-конференцій він часто словесно нападає, принижує та глузує з присутніх журналістів, часто звинувачуючи їх в упередженості та нападках на його уряд. Кілька разів він відкрито та під запис використовував нецензурну лексику проти конкретних журналістів («ідіоти», «придурки», «повії», «змії», «гієни»). Також було зафіксовано, що він висміював зовнішність журналістів. У 2009 році Фіцо неодноразово описував словацьку пресу як «нову опозиційну силу», яка є упередженою та завдає шкоди національним і державним інтересам. Фіцо також звинувачував пресу в тому, що вона не спромоглася «стояти за простими людьми». У листопаді 2016 року він назвав журналістів, які розпитували його про звинувачення в правилах державних закупівель під час головування Словаччини в ЄС, «брудними, антисловацькими повіями». Він також заявив, що звинувачення є цілеспрямованою атакою з метою очорнити головування країни в ЄС.
У липні 2012 року Фіцо оголосив про «вічний мир» між ним і словацькою пресою. Він також заявив про бажання змінити своє ставлення до ЗМІ, сказавши, що «я думаю, цього достатньо», і що він не планує подальших судових позовів проти ЗМІ, крім екстремальних ситуацій. Далі Фіцо сказав: «Ви повинні витратити неймовірну кількість енергії на це [позови], це означає кілька років конфлікту, один конфлікт зазвичай займає п'ять-шість років [на вирішення]», додавши, що судові позови передбачають «юридичні витрати, оплату юристів, усе навколо цього».
У червні 2023 року «Репортери без кордонів» звернулися до Фіцо з проханням припинити узаконення переслідувань журналістів. Це сталося після того, як Фіцо взяв участь у дискусії з Даніелем Бомбічем, словацьким ютубером, відомим як Денні Коллар, на арешт якого було видано три міжнародні ордери через ймовірні переслідування в Інтернеті та екстремістські злочини. Матей Прібельський, журналіст Aktuality.sk, який повідомляв про дискусію, отримав численні ненависні повідомлення та коментарі, включаючи заклики до насильства, після того, як Бомбіч попросив своїх підписників «передати свої коментарі та враження» Прібельському, сказавши, що «буде зведення рахунків». «Репортери без кордонів» аргументували це тим, що Фіцо легітимізував переслідування журналістів, беручи участь у дискусії, а не засуджуючи заклики до насильства проти Прібельського.

## Критика
Роберта Фіцо критикували за кілька суперечливих заяв. У промові на конференції з нагоди 150-річчя Матіци Словацької в Мартіні він підняв права більшості словацької національності над правами меншин, сказавши, що « …з боку меншин у Словаччині ми бачимо головним чином вимоги, але відсутність зобов'язань перед державою. Досить простягнутих рук, але майже мінімального виховання громадянських чеснот». Представники чеської, польської, угорської та ромської меншин у Словаччині заперечили ЗМІ ці заяви.
Критика також стосувалася непрозорого розподілу фінансової підтримки з резерву прем'єр-міністра. Кошти, призначені для покриття непередбачених витрат, він використав для будівництва багатофункціональних спортивних майданчиків, які часто сам відкривав, що його критики та опозиція вважали фінансуванням самопрезентації за державні гроші. Він також виділив 17 000 євро фітнес-моделі Єві Мартінковій.
У вересні 2013 року він зіткнувся з невдалою спробою голосування за недовіру з боку 56 опозиційних депутатів від партій: Християнсько-демократичний рух (KDH), «MOST-HID», Словацький демократичний і християнський союзу (SDKÚ-DS), Звичайні люди (OĽaNO) та позапартійних депутатів (де-факто партія NOVA). За їх словами, причиною стала непрозора підготовка 49-відсоткової частки компанії «Slovenský plynárenský priemysel» (SPP), матеріали для якої мала підготувати J&T Investment Advisors, s.r.o., дочірня компанія акціонера SPP — EPH. Роберт Фіцо залишив кімнату засідань після двох годин зустрічі, а за ним і члени партії «Курс — соціальна демократія» (Smer-SD). Пізніше він сказав, що причиною став виступ Даніеля Ліпшича, який порівняв свій уряд з «уроками, які служать фінансовим групам». Опозиційні депутати назвали цей вчинок негідним. Зрештою за пропозицію проголосували 59 депутатів, проти — 82 (партія «Курс — соціальна демократія» (Smer-SD)), один утримався і вісім не були присутні.
На підставі гострої критики, пов'язаної з безкомпромісним фінансуванням партією головування Словаччини в ЄС, Фіцо назвав деяких журналістів «брудними антисловацькими повіями», цю заяву також поставили під сумнів іноземні ЗМІ.
20 квітня 2022 року його звинуватили у створенні злочинної організації разом з Робертом Калиняком.
У квітні 2023 року в.о. міністра оборони Словаччини Ярослав Надь заявив про плани позиватися до Роберта Фіцо, що закликав не передавати Україні винищувачі МіГ-29.
20 січня 2025 року понад сто словацьких фахівців у галузі психології та психіатрії звернулися з відкритим листом до прем'єр-міністра Роберта Фіцо, в якому звертають увагу на його поведінку і вимагають відставки.

## Особисте життя
Після проходження основної військової служби Роберт Фіцо одружився з юристкою Світланою Свободовою, з якою познайомився під час навчання. Її батько став віце-президентом Верховного суду Чехословаччини в 1988 році . Того ж року сім'я Фіцо здійснила весільну подорож на Мальту, яку історик Любомір Морбахер (Інститут національної пам'яті) прокоментував для газети «Правда» так: «Режиму не подобалося, щоб деякі молодята їздили у весільну подорож до капіталістичного зарубіжжя, тому що це створювало можливість, що вони втечуть». Якщо хтось так зміг, то я припускаю, що це була лояльна до режиму людина і для режиму теж були підстави бути лояльними […] і були гарантії, що він не залишиться на Заході". Мирослав Легкий (Інститут вивчення тоталітарних режимів) висловився подібним чином для щоденної газети SME.
Дружина Світлана Фіцова зараз працює юристом і викладачем університету на кафедрі цивільного права юридичного факультету Університету Коменського в Братиславі. Вона також була членом комісії при Міністерстві юстиції Словаччини, яка мала підготувати поправку до Цивільно-процесуального кодексу. У 2016 році президент Андрей Кіска призначив її професором у галузі цивільного права.
Їхній син Міхал Фіцо є випускником приватної гімназії Forel International School у Братиславі (зараз вона називається Cambridge International School) та Університету економіки в Братиславі. У 2020 році він одружився, а в 2022 році у них з дружиною народилася донька, таким чином Роберт Фіцо став дідусем.
У 2010 році Роберт Фіцо вперше публічно з'явився зі своїм собакою, лабрадор-ретривером Ларрі, за допомогою відео на веб-сайті Smer-SD, а 16 травня 2012 року він з'явився з ним для ЗМІ в урядовій установі Словаччини.
У Роберта Фіцо є на два роки старший брат, Ладіслав Фіцо, колишній підприємець у будівельній галузі, та його на 14 років молодша сестра Лучія Чабадова, яка працює прокурором Генеральної прокуратури Словаччини.
Окрім рідної словацької, Фіцо вільно розмовляє чеською, англійською та російською мовами.

### Релігія
Фіцо рідко публічно обговорював своє релігійне життя. У своїй заяві про вступ до Комуністичної партії в 1984 році Фіцо заявив, що він «суворо атеїст», як і вимагалося для того, щоб бути прийнятим. Згідно зі свідоцтвом коледжу, доданим до заяви, він дотримувався «наукового марксистсько-ленінського світогляду» і «не мав проблем з релігією».
У рекламному відео під час президентської виборчої кампанії в 2014 році Фіцо сказав, що виріс у римо-католицькій родині і вважає себе католиком. Він обговорював своє хрещення, святе причастя, конфірмацію та те, як католицька віра вплинула на його дитинство. Він заявив: «Можливо, якщо я буду робити свій профіль стосовно Католицької Церкви, я буду краще, ніж будь-який депутат KDH» . Він також описав дитинство зі своїм дідусем, людиною, яка «дуже суворо поважала правила стандартного християнського життя», заявивши, що це глибоко вплинуло на нього. Однак історик і колишній дослідник Інституту національної пам'яті Патрік Дубовський вважає це спробою маніпулювати громадською думкою, оскільки «підтвердження було в прямому конфлікті з членством у Комуністичній партії, політична програма якої базувалася на атеїзмі». Як зазначив Дубовський, релігійно активні люди зазнавали жорстоких переслідувань, особливо після інциденту з Хартією 77.
Під час теледебатів Фіцо відмовився відповідати на запитання телеведучого про те, чи є він християнином (католиком) чи атеїстом, і сказав, що вважає це особистою справою. Стосовно свого хрещення, святого причастя та конфірмації Фіцо сказав, що він був охрещений немовлям, а святе причастя з конфірмацією відбулося після цього, як, за його словами, це було з кожною дитиною, яка виросла в його рідному селі.

### Можливі позашлюбні стосунки
У серпні 2010 року Фіцо був сфотографований в гей-барі в Братиславі разом з 25-річною Яною Галасовою, секретарем партійного штабу Smer-SD. Пізніше з'ясувалося, що Галасова отримала широкі привілеї, включаючи власне паркувальне місце на парковці парламенту, не будучи членом. Галасова також придбала розкішну машину вартістю близько 30 000 євро та купила нову квартиру без іпотеки в серпні 2012 року в районі, де однокімнатна квартира коштує приблизно 100 000 євро, незважаючи на те, що вона була секретарем. Крім того, і її сестра, і мачуха нещодавно отримали роботу в різних міністерствах.
У серпні 2013 року Фіцо був сфотографований, коли він обіймав і цілував свою теперішню секретарку Галасову після того, як взяв її на приватну вечерю в замок у Черенянах, за 160 кілометрів від Братислави. Фотографії викликали ще один виток припущень про справжню природу їхніх стосунків, а також про те, чи використовував він державні кошти для оплати вечері. Через місяць таблоїд 7 Plus повідомив, що Фіцо та Галасова були сфотографовані разом у розкішному ресторані під час спільного відпочинку в хорватському місті Опатія. У відповідь на цю останню історію Фіцо подав позов про наклеп проти журналу 7 Plus.
У березні 2018 року, після вбивства Яна Куцяка, словацький журналіст-розслідувач Еуген Корда в інтерв'ю громадському чеському телебаченню заявив, що Марія Трошкова, помічниця Фіцо, також є його коханкою. Трошкова супроводжувала Фіцо на кількох дипломатичних зустрічах високого рівня, у тому числі на саміті з Ангелою Меркель.
Згодом преса виявила прямий зв'язок між Марією Трошковою та засудженим членом Ндрангети Антоніно Вадала. Хоча її романтичні стосунки з Фіцо не були підтверджені, її колишні стосунки з Вадалою підтверджені. Незважаючи на докази, Фіцо публічно підтримував Трошкову та секретаря Ради безпеки Вільяма Ясаня. Після громадського обурення Трошкова покинула свою посаду державного радника та помічника Фіцо та зникла з поля зору громадськості.
У 2020 році словацька щоденна газета Denník N назвала Катаріну Салайову коханкою Фіцо. Вона користувалася шикарним автомобілем вартістю близько 40 тисяч євро, хоча її чиста місячна зарплата працівника прокуратури становила близько 600 євро. Після відходу з прокуратури Салайова влаштувалася на роботу в юридичну фірму Роберта Калиняка, колишнього віце-прем'єр-міністра під час кабінету Фіцо та чинного члена президії партії Smer-SD.

## Замах
15 травня 2024 року у Фіцо з короткоствольної рушниці стріляв 71-річний письменник Юрай Цинтула з міста Левиців на заході Словаччини, замах стався в Гандлові. Фіцо підійшов до людей, після чого пролунало кілька пострілів, Фіцо впав. Його доправили в місцеву лікарню. Після кількох операцій він перебував у тяжкому стані. Цинтула пояснив свої дії незгодою з діями уряду. Наприкінці травня стан Фіцо стабілізували, він почав реабілітацію, його було перевезено до Братислави.

## Нагороди
- 2014 — Орден Білого Лева (громадянська група, 1-й ступінь) від президента Чехії Мілоша Земана.

## Книги та публікації
- Фіцо, Роберт (1991). Trest smrti v československom trestnom práve (a súvisiace medzinárodné aspekty) : záverečná správa výskumnej úlohy spracovanej na Právnickom ústave MS SR. Юридичний інститут Міністерства юстиції Словацької Республіки. OCLC 35620211.
- Фіцо, Роберт (1998). Trest smrti. Kódexpress. ISBN 8096794388.
- Фіцо, Роберт (2001). Nutná obrana. ISBN 809683293X.